# Stora Djäknasjön
Stora Djäknasjön är en sjö i Karlsborgs kommun i Västergötland och ingår i Motala ströms huvudavrinningsområde. Sjön är 13 meter djup, har en yta på 0,105 kvadratkilometer och befinner sig 143,4 meter över havet. Sjön avvattnas av vattendraget Djäknabäcken.

## Delavrinningsområde
Stora Djäknasjön ingår i det delavrinningsområde (650428-142789) som SMHI kallar för Mynnar i Vättern. Medelhöjden är 165 m ö.h. och ytan är 4,18 kvadratkilometer. Det finns inga delavrinningsområden uppströms utan avrinningsområdet är högsta punkten. Djäknabäcken som avvattnar avrinningsområdet har biflödesordning 2, vilket innebär att vattnet flödar genom totalt 2 vattendrag innan det når havet efter 137 kilometer. Delavrinningsområdet består mestadels av skog (89 %). Avrinningsområdet har 2,64 kvadratkilometer vattenytor vilket ger avrinningsområdet en sjöprocent på 2,2 %. Bebyggelsen i området täcker en yta av 1,76 kvadratkilometer eller 1 % av avrinningsområdet.